# Jože Plut
Jože Plut, slovenski vojaški vikar, stolni kanonik, * 22. februar 1964, Ljubljana.
Monsinjor in polkovnik Jože Plut je bil prvi vojaški vikar Slovenske vojske (2000–2015).

## Civilno življenje
Otroštvo je preživel v Valični vasi. Gimnazijo je končal v Vipavi, Teološko fakulteto s specializacijo pa v Ljubljani.
Leta 1989 je postal duhovnik ljubljanske nadškofije, kot kaplan je služboval najprej v Škofji Loki, nato v ljubljanski stolnici. Vmes se je udeležil vojne za Slovenijo, katere veteran je. Po osamosvojitvi je bil nameščen za župnika v Mokronogu in za profesorja verouka ter duhovnega vodje v Škofijski klasični gimanziji v Šentvidu pri Ljubljano. Od 1998 je sodeloval v projektni skupini za uvedbo duhovne oskrbe v Slovenski vojski. Leta 2000 se je zaposlil na Ministrstvu za obrambo, kjer je sodeloval pri pripravi pravnih aktov za uvedbo duhovne oskrbe. Nameščen je bil kot prvi vojaški duhovnik in prvi vojaški vikar. Najprej mu je bil dodeljen nazivni čin podpolkovnika. Kasneje je bil njegov nazivni čin preveden v vojaškega uslužbenca XV. razreda, ki ustreza činu brigadirja, kakršnega zahteva položaj načelnika sektorja za duhovno oskrbo - Vojaškega vikariata.
Njegova doktorska disertacija v knjižni obliki Za pravice človeka je izšla v Ljubljani leta 2002. Pri Društvu sv. Modesta pa je leta 2006 izšla knjižica Me (ne) briga, ki govori o temeljnih etičnih izzivih.
1. aprila 2013 ga je nadškof Anton Stres umestil za kanonika stolne cerkve ljubljanske.
Svojo službo vojaškega vikarja je zaključil 21. julija 2015. Njegove naloge je prevzel dotedanji namestnik Matej Jakopič, sam pa je postal župnik v ljubljanski stolnici.